# Berton L. Stevens
Berton L. Stevens, né en 1951, est un astronome amateur américain.
Le Centre des planètes mineures le crédite de la découverte de soixante astéroïdes, effectuée entre 2002 et 2011.
Il est co-directeur avec sa femme Janet, de l'Observatoire Desert Moon à Las Cruces au Nouveau-Mexique.
L'astéroïde (38540) Stevens est nommé en son honneur.
| (55561) Madenberg     | 9 janvier 2002   |
| (89903) Post          | 20 février 2002  |
| (90138) Diehl         | 25 décembre 2002 |
| (111558) Barrett      | 6 janvier 2002   |
| (126749) Johnjones    | 20 février 2002  |
| (128065) Bartbenjamin | 19 juillet 2003  |
| (203602) Danjoyce     | 4 mars 2002      |
| (205698) Troiani      | 8 janvier 2002   |